# Pyrgotós
Pyrgotós är en ort i Grekland.   Den ligger i prefekturen Nomós Kilkís och regionen Mellersta Makedonien, i den norra delen av landet, 300 km norr om huvudstaden Aten. Pyrgotós ligger 234 meter över havet och antalet invånare är 238.
Terrängen runt Pyrgotós är platt västerut, men österut är den kuperad. Runt Pyrgotós är det ganska glesbefolkat, med 47 invånare per kvadratkilometer. Närmaste större samhälle är Kilkis, 13,8 km norr om Pyrgotós. Trakten runt Pyrgotós består till största delen av jordbruksmark.